# Квитатиани, Гела Володиевич
Гела Квитатиани (груз. გელა კვიტატიანი; род. 13 июня 1971, Зугдиди) — грузинский футболист, игравший на позиции защитника.

## Биография
Футболом начал заниматься в 1987 году в дубле тбилисского «Динамо». В 1989 году перешел в кутаисское «Торпедо», но как и в столичном клубе выступал за дублирующий состав. По ходу сезона присоединился к зугдидскому «Динамо», которое выступало в чемпионате Грузинской ССР. В 1990 году вместе с «Одиши» (клуб сменил название) был участником первого розыгрыша независимого чемпионата Грузии. В 1994 году присоединился к столичному «Шевардени-1906».
Осенью 1994 года уехал в Украину, где подписал контракт с «Зарёй-МАЛС». Дебютировал в футболке луганского клуба 10 сентября 1994 в выездном поединке 8-го тура Высшей лиги против львовских «Карпат». Квитатиани вышел на поле в стартовом составе. На 30-й минуте получил первую желтую карточку, а на 44-й минуте - вторую желтую карточку, из-за чего досрочно покинул футбольное поле. Дебютным голом в футболке «луганчан» отличился 15 июня 1995 на 65-й минуте (реализовал пенальти) домашнего поединка 32-го тура Высшей лиги против тернопольской «Нивы». Квитатиани вышел на поле в стартовом составе, а на 68-й минуте его заменил Вадим Боженко. В составе «Зари» сыграл 26 матчей и отметился 3 голами, а еще 2 поединка провел в Кубке Украины.
В 1995 году вернулся в Грузию, где остаток сезона отыграл в «Шевардени-1906». В 1996 году вернулся в «Одиши», в котором в течение сезона сыграл в 15 матчах. С 1997 по 1998 года выступал за тбилисский ТГУ. В сезоне 1998/99 провел 5 матчей в футболке столичного «Локомотива». Футбольную карьеру завершил в сезоне 2001/02, выступая за «Лазику». После завершения футбольной карьеры вернулся на постоянное жительство в Луганск.